# The Stooges
The Stooges byla americká rocková hudební skupina založená v roce 1967. Je považována za jednu z nejvlivnějších kapel historie rocku, jejich tvrdý a syrový styl pomohl vzniknout punku a ovlivnil mnoho rockových žánrů a celou škálu významných kapel jako například Sex Pistols nebo Nirvana. Skupina byla hudebně aktivní do roku 1974, kdy zanikla. Od roku 2003 kapela vystupovala znovu (v roce 2016 kytarista James Williamson oznámil její rozpad). Tvůrčí osobností celé kapely byl Iggy Pop.
V první období své existence kapela vydala tři alba, další album s názvem The Weirdness následovalo v roce 2007.

## Historie

### Začátky
Detroitský rodák James Newell Osterberg si prošel několika lokálními uskupeními (z nich nejznámější asi The Iguanas), než přišel na to, že hrát klasické blues není nějak zvlášť progresivní a že je čas tu muziku uchopit tak nějak jinak.[zdroj⁠?!] Samotnému se mu do toho taky nechtělo, a tak k sobě přibral bratry Rona (kytara) a Scotta Ashetonovi (bicí) a jako bonus i basáka Dave Alexandera.
Psal se rok 1967, kapela dostála název The Stooges, Osterberg přijal umělecký pseudonym Iggy Pop a skupina se jala koncertovat.
A že to byly koncerty velmi netradiční. Bizarní pseudo-blues kořenili pánové mikrofonem snímaným vysavačem popř. mikrofonem umístěným do puštěného mixéru. Korunu těmto pekelným vystoupením však dával zpěvák Iggy Pop, který se vyznačoval kutálením se po střepech, skákáním do davu či oblíbenou hrou „Hoď po mně, co chceš a já si to na sebe napatlám“.[zdroj⁠?!] Zkrátka a dobře, bylo to šílené.
Právě živelná vystoupení byla to, co Stooges rychle získávalo popularitu a v roce 1968 s nimi a s hudebně spřízněnou kapelou MC5 uzavřela kontrakt společnost Elektra.

### Debutová deska aFun House
Debutová stejnojmenná deska spatřila světlo světa v roce 1969 a produkce se ujal slovutný John Cale, bývalý člen kapely The Velvet Underground, ovšem syrový garážový rock se nesetkal jak s komerčním úspěchem, tak ani s pochvalou kritiky.
O rok později se v obchodech zjevilo dílo druhé a neslo název Fun House, avšak vedlo si snad navlas stejně jako jeho předchůdce.
Stooges se tedy rozhodli reagovat a do kapely přibrali druhého kytaristu Jamese Williamsona a pianistu Boba Sheffa, který byl ale záhy nahrazen Scottem Thurstonem. To už ale kapelu opouští Alexander, kterého nahrazuje nejprve Zeke Zettner, který však vzápětí uvolňuje místo pro Jamese Reccu.
Kapela se v téhle době nacházela v těžkém rozkladu, neboť drogy tvořily podstatnou část jejich jídelníčku a obzvláště Iggy se v společensky přijatelném stavu téměř nevyskytoval. Koncerty se staly jednou velkou loterií o tom, jestli bude Pop schopen vůbec vylézt na pódium a když navíc i něco zazpíval a neporval se s půlkou hlediště, tak se dalo mluvit o malém zázraku.[zdroj⁠?!] Logickým vyústěním neschopnosti kapely plnohodnotně pracovat byl vyhazov Stooges od Elektry, který znamenal přerušení jejich fungování.

### Raw Powera rozpad
Iggy Pop se v té době seznámil s Davidem Bowiem, který byl tehdy plně ponořen do svého Ziggy Stardusta a obě ikony se rychle sbratřily. Bowie přesvědčil Popa k přesunu do Británie, kde se rozhodli reformovat The Stooges a proto s sebou vzali i Williamsona. Ovšem najít k Iggymu vhodné spoluhráče z řad anglických hudebníků se pořád nedařilo, a tak bylo do USA posláno pro bratry Ashetonovi.
Kapela pod hlavičkou Iggy & The Stooges a pod producentským dohledem Bowieho natočila desku Raw Power (1973), ale opakoval se stejný problém, jako s prvními dvěma deskami, tzn. komerční neúspěch. Kapela sice začala koncertovat, ale v roce 1974 byl Iggy opět naprosto zničen heroinem, a tak to chlapci zabalili.
Iggy Pop se dva roky dával do kupy a pak za pomoci Bowieho a Williamsona odstartoval úspěšnou sólovou kariéru, Ashetonovi založili vlastní kapelu, která však dlouho nevydržela a Ron přesídlil do kultovní americké formace Destroy All Monsters,
Dave Alexandr zemřel v roce 1975 na zánět jater.

### Reunion
V roce 2003 natočil Iggy Pop desku Skull Ring a obohatil ji o některé skladby, na kterých spolupracoval s bratry Ashetonovými a reunion byl na světě. Po téměř 30 letech začali Stooges opět koncertovat a v roce 2007 vydala kapela po 34 letech novou deskou s názvem The Weirdness.

### Význam The Stooges
Stejně jako mnoho svých současníků z americké klubové scény se The Stooges ve své době nesetkali s masovou popularitou a s masivním přísunem peněz. Ovšem stejně jako u jiných tzv. proto-punkových kapel u The Stooges platí, že svoji tvorbou předčili svou dobu o několik let a mnozí punkeři a nejen oni (např. Kurt Cobain, Jack White z White Stripes) označují jejich tvorbu za zcela zásadní vliv na své hudební cítění. Kritika, která jejich první desky příliš nešetřila, je na konci 70. let vynášela do nebes a Iggy Pop se dočkal přízviska „Kmotr Punku" (někdy také otec punku). Zkrátka a dobře, The Stooges ovlivnili hudební vývoj nezanedbatelnou měrou a svými prvními třemi deskami se zařadili mezi legendy.

## Diskografie
- The Stooges (1969)
- Fun House (1970)
- Raw Power (1973)
- Metallic K.O. (1976) - sestřih živých vystoupení v Michiganském paláci v Detroitu
- The Weirdness (2007)
- Ready to Die (2013)